# Salvatore Meloni
Salvatore Meloni, també conegut com a «Doddore» Meloni, (Ittiri, 4 de maig de 1943 – Uta, 5 de juliol de 2017) va ser un activista polític sard, una de les cares més conegudes de l'independentisme de Sardenya.

## Biografia
Transportista de professió, va començar la carrera política com a regidor municipal del Moviment Social Italià de Terralba. Seguidament, entra al Partit Sard d'Acció, i esdevé un dels promotors de la moció que el 6 de desembre del 1981, en el XX congrés del partit, delibera la modificació de l'article 1 dels estatuts per tal d'inserir la paraula "independència" al lloc d'"autonomia statuale", sense més cap referència a l'Estat italià.

### El complot separatista
El desembre del 1981 va ser arrestat després que se li trobessin explosius a casa, a Terralba. Va ser acusat d'haver atemptat a la seu de l'empresa Tirrenia a Càller i de ser el cap, juntament amb el professor universitari Bainzu Piliu, d'un complot separatista per assolir la independència de Sardenya respecte de l'Estat italià. La investigació judicial es va originar arran d'un control a Felice Serpi, un jove militar de lleva originari de Pabillonis, a qui es va trobar una bossa de plàstic amb trinitrotoluè mentre sortia de l'edifici de la comandància militar de Sardenya, al centre de Càller. Després d'un llarg interrogatori, Serpi va assenyalar Salvador Meloni com la persona que li havia proporcionat el material explosiu.
Doddore va acabar essent processat juntament amb vint-i-set imputats més, acusats d'haver dut a terme atemptats amb dinamita a la seu de l'empresa Tirrenia de Càller i en una torre de telecomunicacions de l'empresa italiana Enel, a banda de voler dur a terme un complot separatista mitjançant actes terroristes com ara:
- Un atemptat amb dinamita a la seu del Banc d'Itàlia a Càller.
- El segrest de dos oficials de l'OTAN.
- La destrucció (amb avionetes carregades de trinitrotoluè) d'avions estacionats a l'aeroport d'Elmas.

A banda de l'activitat clandestina, també se'ls atribuïen plans per a la propaganda pública, entre els quals l'ocupació de l'illot de Malu Entu, des d'on l'exèrcit separatista suposadament volia constituir la República independent de Sardenya.
Concretament, es va acusar Meloni de:
- Conspiració política mitjançant associació per atemptar contra la sobirania nacional.
- Compra, possessió i ús de material explosiu.
- Calúmnia.

Segons le acusacions, Doddore Meloni i Bainzu Piliu, en companyia d'Adriano Putzolu (un artista pintor de murals) havien participat a les jornades d'amistat entre Sicília i Líbia a Catània. En aquella ocasió, van contactar amb Ageli Mohammed Tabet, ciutadà líbic, assessor cultural del govern de Trípoli. Segons les acusacions, Tabet hauria proposat finançar econòmicament i amb armes una organització separatista a canvi que un partit de masses prengués una deriva independentista. Posteriorment, el Tribunal Penal va descartar que l'organització hagués establert contacte amb membres del govern de Líbia.
Després de la detenció, Meloni va començar una sèrie de vagues de fam per protestar contra el que considerava una persecució política injusta, i va fundar el Partidu Sardu pro s'Indipendèntzia (PARIS), amb qui va concórrer a les eleccions al govern de Sardenya.
L'octubre del 1984 va ser condemnat a nou anys de presó, se li va revocar el dret de vot i se'l va inhabilitar per als càrrecs públics, amb l'acusació de conspiració política i d'associació subversiva contra la integritat, la independència i la unitat de l'Estat. Meloni és l'únic ciutadà de l'Estat italià mai condemnat per aquest delicte.
Després d'haver complert la pena íntegra, va tornar a la seva activitat de transportista i va abandonar temporalment la política activa.

### La república de Malu Entu
El 2008 va tornar a ser focus d'atenció amb la proclamació de la república de Malu Entu i la petició de reconeixement del nou estat a l'ONU. Meloni va declarar que residia a l'illot des del 1974, la qual cosa li permetia sol·licitar la usucapió dels terrenys.
El gener del 2009, després de cinc mesos de la data de proclamació de la república, una incursió del Cos Forestal i de Vigilància Ambiental i de la Capitaneria de port va desallotjar els independentistes. Posteriorment, el grup va ser acusat, entre d'altres, d'haver malmès l'entorn i d'haver eliminat de manera il·lícita els residus produïts durant l'estada a l'illa. Salvador Meloni va tornar a l'illa, després d'un període d'allunyament, abans del seu empresonament per frau fiscal.

### Empresonament i mort
Després de la condemna, es va declarar pres polític i va començar una vaga de fam per protestar contra l'Estat italià. Malgrat les nombroses apel·lacions per al seu alliberament, va morir el 5 de juliol del 2017, seixanta-sis dies després de l'inici de la vaga, a la presó d'Uta.

### Vida personal
Al llarg de la seva vida, va estar marcat per la pèrdua de l'únic fill mascle, Felice, el desembre del 1996. El seu pare, Felice Meloni, era un conegut viticultor de Terralba, mentre que la mare, Giuseppa Puggioni, era originària d'Ittiri. Doddore Meloni tenia una germana i tres germans, tots quatre més petits.